# Mark Inglis
Mark Joseph Inglis (27 de setembro de 1959) é um dos maiores montanhistas da Nova Zelândia. Inglis é formado em Biologia pela Lincoln University na Nova Zelândia. Ele atualmente vive em Hanmer Springs, pequena cidade da Nova Zelândia com sua mulher e seus três filhos.

## Vida
Ele começou a trabalhar como montanhista profissional em 1979, numa equipe de resgate a montanhistas no Aoaraki/Mount Cook National Park, onde encontra-se a montanha mais alta da Nova Zelândia. Em novembro de 1982, Inglis e seu parceiro de escaladas Philip Doole ficaram presos na pior nevasca já ocorrida no Monte Cook e ficaram isolados na montanha durante 13 dias, o que resultou na amputação das suas pernas por congelamento.
No ano de 2002, Mark Inglis retornou ao Monte Cook, e em 7 de janeiro deste ano, ele escalou com sucesso a montanha. O feito o transformou em celebridade na Nova Zelândia e foi inteiramente documentado pelo filme No Mean Feat: The Mark Inglis Story.
Em 2003, Inglis recebeu a ordem ao mérito da Nova Zelândia. 
E em setembro de 2004, inglis escalou com sucesso a montanha Cho Oyu, com mais de 8000 metros de altura.
Em maio de 2006, Inglis conseguiu realizar seu maior feito - escalar o Everest, a maior montanha do mundo. Ele se tornou o primeiro bi-amputado a conseguir tal façanha. Essa jornada é registrada pelo Discovery Channel no documentário - Everest: Além do limite.